# Pláňavy
Pláňavy jsou malá vesnice, část obce Vojtěchov v okrese Chrudim. Nachází se asi 2,5 km na jihozápad od Vojtěchova. V roce 2009 zde bylo evidováno 9 adres. V roce 2001 zde trvale žilo 26 obyvatel.
Pláňavy leží v katastrálním území Vojtěchov u Hlinska o výměře 7,13 km2.

## Galerie

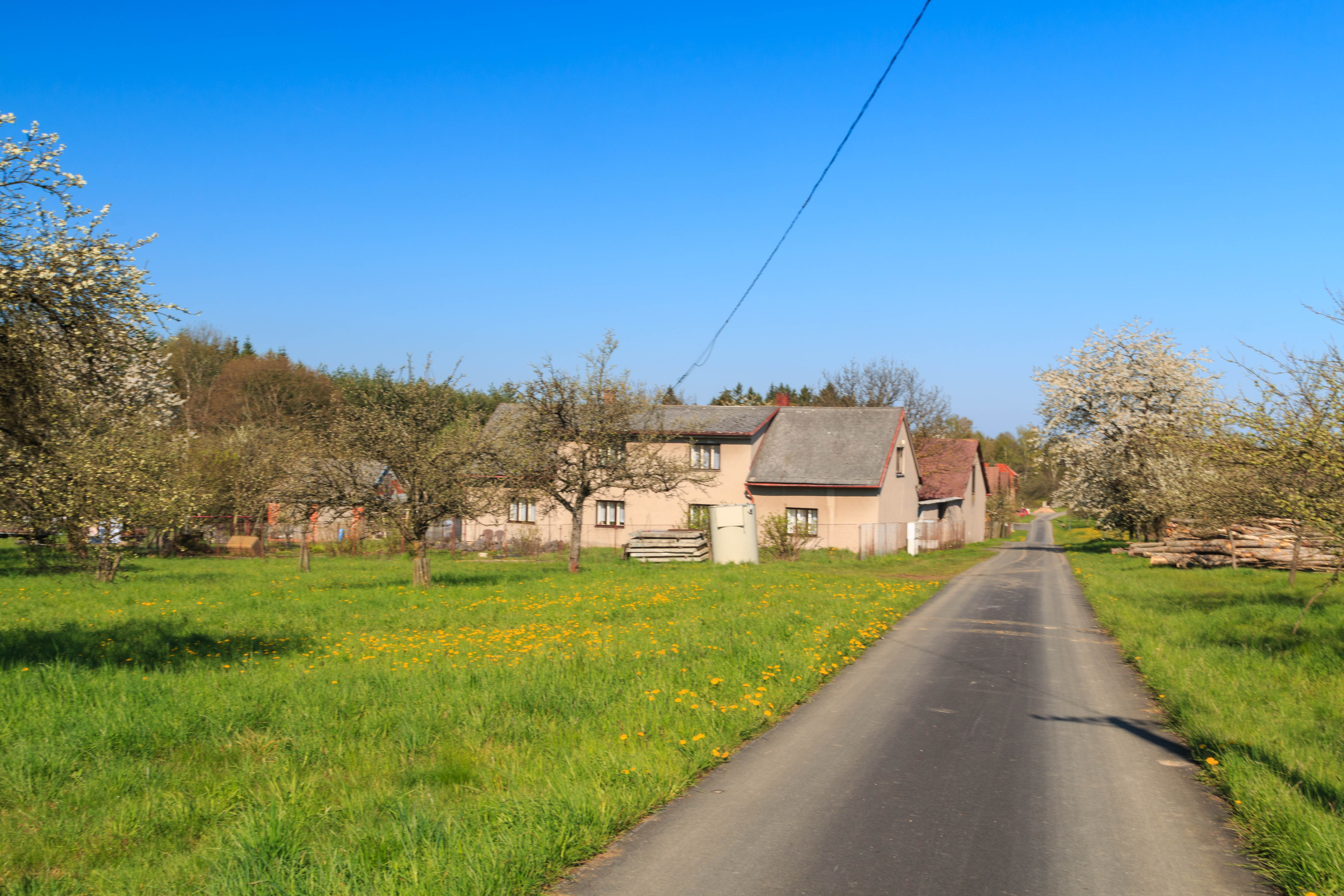
Pláňavy čp. 2
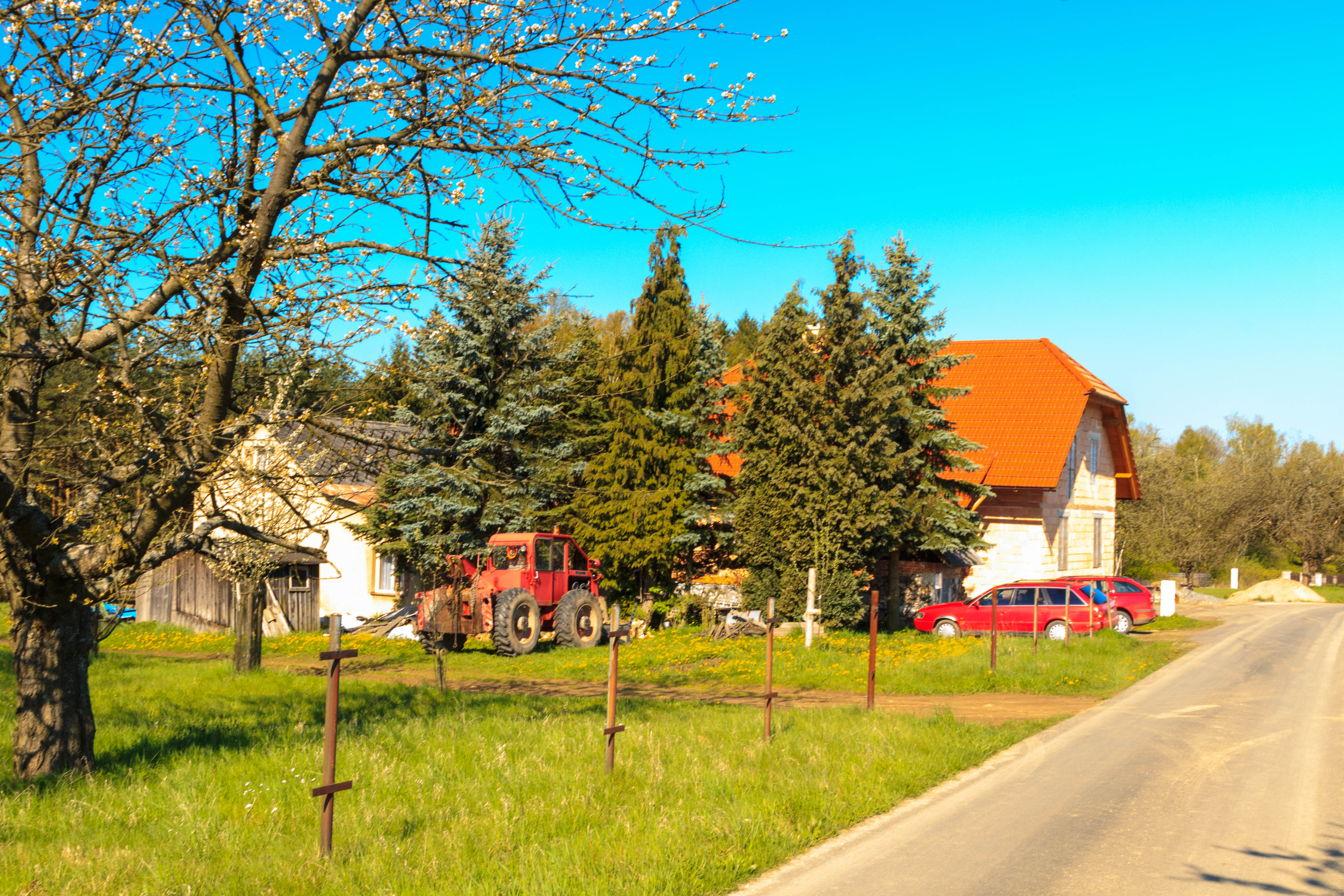
Pláňavy čp. 4
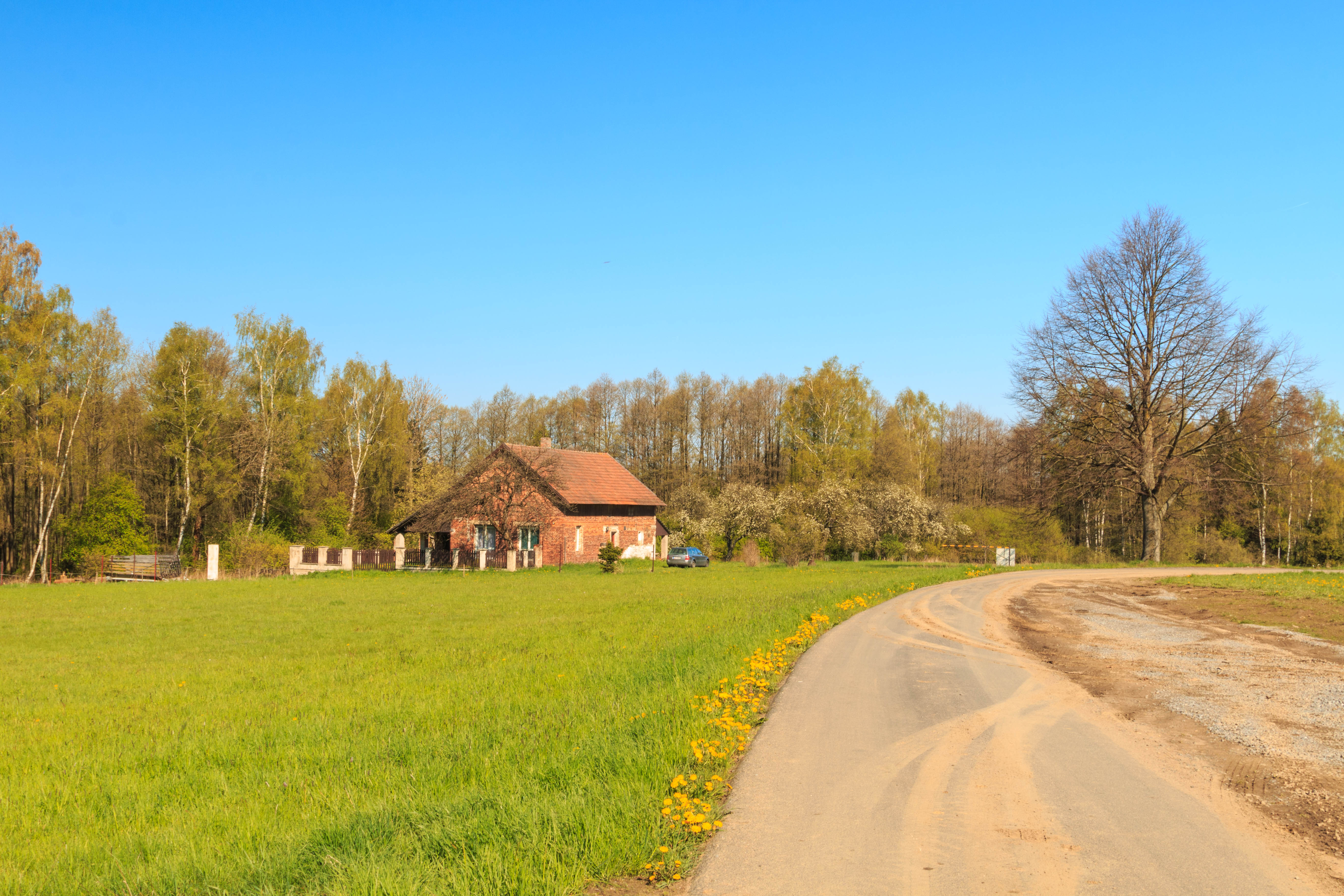
Pláňavy čp. 5